# Amiloride
L'amiloride est un composé chimique dérivé de la guanidine utilisé en médecine pour ses propriétés diurétiques. Il bloque la réabsorption de sodium et d'eau au niveau du tubule distal du rein. De prise orale, il est prescrit dans certaines formes d'hypertensions ainsi que dans certaines formes d'insuffisances cardiaques ou de cirrhoses du foie. Ses propriétés biologiques ont été découvertes par Glitzer et Steelman en 1965.

## Mode d'action
L'amiloride se fixe sur les canaux épithéliaux à sodium (ou ENaC) exprimé par les cellules du tubule contourné distal et des canaux collecteurs des reins, inhibant ainsi la réabsorption de sodium et d'eau – le sodium est donc éliminé dans les urines dont les volumes augmentent –, et faisant donc diminuer la tension artérielle. Outre son intérêt clinique comme diurétique et hypotenseur, l'amiloride s'est révélé un outil très performant pour l'élucidation des mécanismes d'homéostasie du sodium par l'organisme.
Il s'agit d'une molécule inhibant presque universellement de façon réversible et rapide, avec une constante de dissociation de l'ordre du micromolaire, les transports de sodium. Ainsi, il est très utilisé dans les études faites sur les batraciens et autres modèles d'animaux de laboratoire, mais aussi sur des cultures de cellules. Cette ubiquité d'action révèle une profonde analogie entre les mécanismes d'absorption/sécrétion du sodium dans le monde animal.
À des concentrations plus fortes, de l'ordre du millimolaire, l'amiloride est un inhibiteur de l'échangeur sodium/proton, une protéine transmembranaire impliquée dans la régulation du pH cellulaire. Là aussi, cette propriété se révèle très utile pour analyser les voies de régulation du pH cellulaire impliquant l'échangeur Na/H.

## Historique
Le composé est mis au point en 1967, relativement tard dans le cycle de développement des diurétiques (dont les premiers sont élaborés à partir de 1950) .

## Divers
L'amiloride fait partie de la liste des médicaments essentiels de l'Organisation mondiale de la santé (liste mise à jour en avril 2013).